# Półwysep Kinburnski
Półwysep Kinburnski (ukr. Кінбурнський півострів) – półwysep w południowej Ukrainie, oddziela ujście Dniepru i Bohu od Morza Czarnego. Administracyjnie półwysep jest podzielony na dwa regiony, z których każdy jest reprezentowany przez jedną społeczność wiejską: Pokrowśke (obwód mikołajowski) i Herojśke (obwód chersoński).

## Geografia
Zachodni kraniec półwyspu rozciąga się do Cypla Kinburnskiego, na którym XVI wieku wybudowano fortecę Kinburn, obecnie już nieistniejącą. We wschodniej części można spotkać bagna.
Na południu leży kilka wysp, m.in. Dowhyj i Kruhłyj - obie administracyjnie należą do rejonu mikołajowskiego obwodu mikołajowskiego.

## Fauna i flora
Półwysep jest unikalnym kompleksem przyrodniczym piasków dolnodnieprzańskich składającym się z mozaiki stepów piaszczystych, różnych terenów podmokłych i sztucznych plantacji sosnowych. Chroniony Cypel Kinburnski przyczynia się do powstania na półwyspie obszaru wegetacyjnego będącego połączeniem bujnej roślinności zielnej z lasem sosnowym i dębowym.
Obserwuje się tu znaczną liczbę endemicznych, rzadkich i zagrożonych gatunków roślin chronionych. Około 60 występujących tu gatunków znajduje się na Ukraińskiej Czerwonej Liście. Ponad 15 przedstawicieli fauny jest endemicznych dla tego regionu. Oprócz tego półwysep znajduje się na naturalnych trasach migracyjnych wielu gatunków ptaków, miejscem ich koncentracji, gniazdowania, zimowania. Zatoka Jahorłyćka z wyspami, cyplami i jeziorami śródlądowymi zaliczana jest do terenów podmokłych o znaczeniu międzynarodowym.

## Historia
Bitwa pod Kinburn toczyła się 17 października 1855 roku w ramach wojny krymskiej. 
Większość półwyspu została zajęta przez Rosjan we wczesnej fazie inwazji na Ukrainę (za wyjątkiem Kosy Kinburnskiej, zdobytej w czerwcu 2022 roku). 
30 września 2022 roku został w całości zaanektowany przez Federację Rosyjską jako część obwodu chersońskiego. Stało się tak, mimo że wedle ukraińskiego podziału administracyjnego półwysep jest podzielony między obwód chersoński i mikołajowski.